# Reyes de la canción
Reyes de la canción fue el reality que juntó a las mejores voces de las tres etapas de Cantando por un sueño. Clasificaron los tres primeros lugares de las tres temporadas y el cuarto lugar de la Temporada 3. Aquí las parejas se separaron y lucharon cada uno por su permanencia. El programa inició el 29 de mayo de 2006 y duró 5 semanas.

## Mecánica del Programa
Inicialmente no existen los equipos, únicamente solistas así los participantes se convirtieron todos en rivales.
El sillón Rojo: Lugar en el que se sentaban los participantes que lograban la menor puntuación dentro de cada programa, siendo el último participante hombre y mujer, sentado en ellos, quien se convierta en el y la eliminada.
Jurado Invitado: Ellos no calificaban, solo daban una crítica de las presentaciones. Si al finalizar las presentaciones había más de un solista en los sillones rojos, el artista invitado fungía de jurado y determinaba quién seguía y quién era el eliminado(a).
Calificaciones: Los 4 jueces evalúan a los solistas con calificaciones de 1 a 10. Ninguno puede ver ni oír la calificación y/o crítica de sus compañeros. No hay voto secreto.

## Participantes
| Famosos            | Soñadores          | Maestros                        | Temporada     | Lugar       |
| ------------------ | ------------------ | ------------------------------- | ------------- | ----------- |
| Sheyla             | Cipriano Hernández | Dulce                           | 1.ª Temporada | 1.er. Lugar |
| Kika Edgar         | Raúl Juárez        | José José                       | 1.ª Temporada | 2.º. Lugar  |
| Ernesto D'Alessio  | Ruth Vázquez       | María del Sol                   | 1.ª Temporada | 3.er. Lugar |
| Raquel Bigorra     | Francisco Castillo | Julio Preciado                  | 2.ª Temporada | 1.er. Lugar |
| Patricio Borghetti | Samia Abrim        | Aída Cuevas                     | 2.ª Temporada | 2.º. Lugar  |
| Mayrenne Carvajal  | Marco A. Gutiérrez | Denisse de Kalafe               | 2.ª Temporada | 3.er. Lugar |
| Rocío Banquells    | Carlos García      | Francisco Céspedes              | 3.ª Temporada | 1.er. Lugar |
| Alan Ibarra        | Lorena Schlebach   | Arianna                         | 3.ª Temporada | 2.º. Lugar  |
| Chantal Andere     | Gerardo Urquiza    | Ednita Nazario                  | 3.ª Temporada | 3.er. Lugar |
| Maya Karunna       | Everardo Ramírez   | Margarita la Diosa de la Cumbia | 3.ª Temporada | 4.º. Lugar  |

## Jurado
| País                                        | Jurado           | Ocupación                                                                 |
| ------------------------------------------- | ---------------- | ------------------------------------------------------------------------- |
| Bandera de Argentina · Bandera de Venezuela | Ricardo Montaner | Cantante / Actor / Conductor / Jurado de Cantando por un Sueño 1, 2 y 3   |
| Bandera de México                           | Yuri             | Cantante / Actriz / Conductora / Jurado de Cantando por un Sueño 1, 2 y 3 |
| Bandera de México                           | Susana Zabaleta  | Cantante / Actriz / Jurado de Cantando por un Sueño 1 y 2                 |
| Bandera de Argentina                        | Adrián Posse     | Productor / Compositor / Jurado de Cantando por un Sueño 1 y 2            |

## Tabla de posiciones

### Hombres
| Posición | Solista            | 1.ª Gala | 2.ª Gala   | 3.ª Gala   | 4.ª Gala   | 5.ª Gala       |
| -------- | ------------------ | -------- | ---------- | ---------- | ---------- | -------------- |
| 1.º.     | Francisco Castillo | 32       | 33         | 34         | 66         | 71 - 1.º Lugar |
| 2.º.     | Ernesto D'Alessio  | 32       | 38         | 38         | 69         | 79 - 2.º Lugar |
| 3.º.     | Patricio Borghetti | 31       | 33         | 31         | 66         | Eliminados     |
| 4.º.     | Everardo Ramírez   | 33       | 38         | 37         | 62         | Eliminados     |
| 5.º.     | Cipriano Hernández | 31       | 33         | 33         | Eliminados | Eliminados     |
| 6.º.     | Alan               | 24       | 29         | 27         | Eliminados | Eliminados     |
| 7.º.     | Carlos García      | 32       | 29         | Eliminados | Eliminados | Eliminados     |
| 8.º.     | Marco A. Gutiérrez | 28       | 29         | Eliminados | Eliminados | Eliminados     |
| 9.º.     | Gerardo Urquiza    | 24       | Eliminados | Eliminados | Eliminados | Eliminados     |
| 10.º.    | Raúl Juárez        | 24       | Eliminados | Eliminados | Eliminados | Eliminados     |

     Puntaje más alto. 

     Empata en el puntaje más bajo de la gala pero es eliminado/a por el jurado invitado.

     Sentenciado/a, enviado/a al voto telefónico y salvado/a.

     Sentenciado/a, enviado/a al voto telefónico y eliminado/a.

     Eliminado por poseer el puntaje más bajo

     La votación del jurado en la final es inaplicable pues el ganador de la temporada se decidió por votación telefónica.

### Mujeres
| Posición | Solista           | 1.ª Gala | 2.ª Gala   | 3.ª Gala   | 4.ª Gala   | 5.ª Gala       |
| -------- | ----------------- | -------- | ---------- | ---------- | ---------- | -------------- |
| 1.ª.     | Sheyla            | 38       | 37         | 32         | 75         | 77 - 1.º Lugar |
| 2.ª.     | Kika Edgar        | 33       | 36         | 39         | 64         | 75 - 2.º Lugar |
| 3.ª.     | Lorena Schlebach  | 34       | 35         | 33         | 68         | Eliminados     |
| 4.ª.     | Mayrenne Carvajal | 36       | 33         | 36         | 64         | Eliminados     |
| 5.ª.     | Rocío Banquells   | 32       | 29         | 30         | Eliminados | Eliminados     |
| 6.ª.     | Raquel Bigorra    | 28       | 32         | 25         | Eliminados | Eliminados     |
| 7.ª.     | Chantal Andere    | 30       | 29         | Eliminados | Eliminados | Eliminados     |
| 8.ª.     | Ruth Vazquez      | 30       | 27         | Eliminados | Eliminados | Eliminados     |
| 9.ª.     | Maya Karunna      | 29       | Eliminados | Eliminados | Eliminados | Eliminados     |
| 10.ª.    | Samia Abrim       | 22       | Eliminados | Eliminados | Eliminados | Eliminados     |

     Puntaje más alto. 

     Empata en el puntaje más bajo de la gala pero es eliminado/a por el jurado invitado. 

     Sentenciado/a, enviado/a al voto telefónico y salvado/a.

     Sentenciado/a, enviado/a al voto telefónico y eliminado/a.

     Eliminado por poseer el puntaje más bajo

     La votación del jurado en la final es inaplicable pues el ganador de la temporada se decidió por votación telefónica.

## Seguimiento

### 1.ª Gala:  28 de mayo

#### Hombres
| Canciones y puntajes | Canciones y puntajes | Canciones y puntajes                                                                      | Canciones y puntajes | Canciones y puntajes | Canciones y puntajes | Canciones y puntajes | Canciones y puntajes | Canciones y puntajes |
| Orden                | Participante         | Canción interpretada                                                                      | SS                   | YV                   | RM                   | AP                   | Total                |                      |
| -------------------- | -------------------- | ----------------------------------------------------------------------------------------- | -------------------- | -------------------- | -------------------- | -------------------- | -------------------- | -------------------- |
| 01                   | Raúl Juárez          | «Debut y despedida»/«Murió la flor»/ «Y volveré», Los Ángeles Negros                      | 6                    | 6                    | 6                    | 6                    | 24                   |                      |
| 02                   | Marco A. Gutiérrez   | «Solamente una vez»/«Noche de ronda»/ «Granada», Agustín Lara                             | 7                    | 7                    | 7                    | 7                    | 28                   |                      |
| 05                   | Gerardo Urquiza      | «Tengo todo excepto a ti»/«La incondicional»/ «No sé tú», Luis Miguel                     | 5                    | 7                    | 6                    | 6                    | 24                   |                      |
| 07                   | Ernesto D'Alessio    | «Cómo dueles en los labios»/«Vivir sin aire»/ «Cómo diablos», Maná                        | 8                    | 8                    | 8                    | 8                    | 32                   |                      |
| 09                   | Carlos García        | «Regálame la silla donde te esperé»/«Cuando nadie me ve»/«No es lo mismo», Alejandro Sanz | 6                    | 8                    | 10                   | 8                    | 32                   |                      |
| 11                   | Alan Ibarra          | «Mientes tan bien»/«Sirena»/«Entra en mi vida», Sin Bandera                               | 7                    | 6                    | 6                    | 5                    | 24                   |                      |
| 13                   | Francisco Castillo   | «A Dios le pido»/«Para tu amor»/«La camisa negra», Juanes                                 | 7                    | 8                    | 9                    | 8                    | 32                   |                      |
| 15                   | Everardo Ramírez     | «Lo mejor de mi»/«Lloviendo estrellas»/ «No podrás», Cristian Castro                      | 8                    | 7                    | 10                   | 8                    | 33                   |                      |
| 17                   | Patricio Borghetti   | «Te soñé»/«Lo que tú necesitas»/ «Sexo, pudor y lágrimas», Aleks Syntek                   | 8                    | 8                    | 7                    | 8                    | 31                   |                      |
| 19                   | Cipriano Hernández   | «Siempre en mi mente»/«Luna»/ «Te lo pido por favor», Juan Gabriel                        | 7                    | 8                    | 9                    | 7                    | 31                   |                      |

#### Mujeres
| Canciones y puntajes | Canciones y puntajes | Canciones y puntajes                                                                         | Canciones y puntajes | Canciones y puntajes | Canciones y puntajes | Canciones y puntajes | Canciones y puntajes | Canciones y puntajes |
| Orden                | Participante         | Canción interpretada                                                                         | SS                   | YV                   | RM                   | AP                   | Total                |                      |
| -------------------- | -------------------- | -------------------------------------------------------------------------------------------- | -------------------- | -------------------- | -------------------- | -------------------- | -------------------- | -------------------- |
| 03                   | Maya                 | «Dímelo»/«Tragedia»/«Ahora quién», Marc Anthony                                              | 7                    | 7                    | 8                    | 7                    | 29                   |                      |
| 04                   | Ruth Vásquez         | «Mi tierra»/«Desde la oscuridad»/ «Oye mi canto», Gloria Estefan                             | 7                    | 6                    | 9                    | 8                    | 30                   |                      |
| 06                   | Raquel Bigorra       | «Sin él»/«Mi problema»/ «Sola con mi soledad», Marisela                                      | 6                    | 6                    | 8                    | 8                    | 28                   |                      |
| 08                   | Rocio Banquells      | «Mujer contra mujer»/«Me cuesta tanto olvidarte»/ «Hijo de la luna», Mecano                  | 8                    | 8                    | 8                    | 8                    | 32                   |                      |
| 10                   | Samia Abrim          | «Rosas»/«La playa»/«Cuídate», La Oreja de Van Gogh                                           | 5                    | 6                    | 6                    | 5                    | 22                   |                      |
| 12                   | Chantal Andere       | «Lo siento, mi amor»/«Qué ganas de no verte nunca más»/«Ni guerra, ni paz», Lupita D'Alessio | 8                    | 8                    | 7                    | 7                    | 30                   |                      |
| 14                   | Kika Edgar           | «El primero, el único, el último»/«Mi error, mi fantasía»/ «Mírame», Edith Márquez           | 8                    | 9                    | 9                    | 7                    | 33                   |                      |
| 16                   | Mayrenne Carvajal    | «Se fue»/«Víveme»/«Él», Laura Pausini                                                        | 9                    | 8                    | 10                   | 9                    | 36                   |                      |
| 18                   | Sheyla               | «Pero me acuerdo de ti»/«Mi reflejo»/ «Contigo en la distancia», Christina Aguilera          | 9                    | 9                    | 10                   | 10                   | 38                   |                      |
| 20                   | Lorena Schelebach    | «Cuando baja la marea»/«Hombres al borde de un ataque»/«Yo te pido amor», Yuri               | 8                    | 8                    | 10                   | 8                    | 34                   |                      |

- Mejor puntaje: Everardo Ramírez(33) / Sheyla (38)
- Sentenciados: Raquel Bigorra y Maya / Gerardo Urquiza y Alan
- Salvados por el jurado invitado: Gerardo Urquiza y Alan
- Eliminados: Raúl Juárez(24) / Samia Abrim (22)
- Salvados por el público:

### 2.ª Gala:  3 de junio

#### Hombres
| Canciones y puntajes | Canciones y puntajes | Canciones y puntajes                     | Canciones y puntajes | Canciones y puntajes | Canciones y puntajes | Canciones y puntajes | Canciones y puntajes | Canciones y puntajes |
| Orden                | Participante         | Canción interpretada                     | SS                   | YV                   | RM                   | AP                   | Total                |                      |
| -------------------- | -------------------- | ---------------------------------------- | -------------------- | -------------------- | -------------------- | -------------------- | -------------------- | -------------------- |
| 01                   | Marco Gutiérrez      | «Gavilán o Paloma», José José            | 8                    | 7                    | 7                    | 7                    | 29                   |                      |
| 02                   | Ernesto D'Alessio    | «La nave del olvido», José José          | 9                    | 10                   | 10                   | 9                    | 38                   |                      |
| 05                   | Carlos García        | «Dónde está la vida», Francisco Céspedes | 7                    | 7                    | 8                    | 7                    | 29                   |                      |
| 06                   | Patricio Borghetti   | «Qué nivel de mujer», Luis Miguel        | 8                    | 8                    | 8                    | 9                    | 33                   |                      |
| 09                   | Cipriano Hernández   | «Por mujeres como tú», Pepe Aguilar      | 8                    | 8                    | 8                    | 9                    | 33                   |                      |
| 10                   | Francisco Castillo   | «Tatuajes», Joan Sebastian               | 8                    | 8                    | 9                    | 8                    | 33                   |                      |
| 13                   | Alan                 | «Noviembre sin ti», Sin Bandera          | 7                    | 7                    | 8                    | 7                    | 29                   |                      |
| 14                   | Everardo Ramírez     | «La malagueña», Javier Solís             | 9                    | 9                    | 10                   | 10                   | 38                   |                      |

#### Mujeres
| Canciones y puntajes | Canciones y puntajes | Canciones y puntajes                     | Canciones y puntajes | Canciones y puntajes | Canciones y puntajes | Canciones y puntajes | Canciones y puntajes | Canciones y puntajes |
| Orden                | Participante         | Canción interpretada                     | SS                   | YV                   | RM                   | AP                   | Total                |                      |
| -------------------- | -------------------- | ---------------------------------------- | -------------------- | -------------------- | -------------------- | -------------------- | -------------------- | -------------------- |
| 03                   | Rocío Banquells      | «Algo más», La Quinta Estación           | 7                    | 7                    | 8                    | 7                    | 29                   |                      |
| 04                   | Lorena Schlecbach    | «Sola otra vez», Celine Dion             | 8                    | 8                    | 10                   | 9                    | 35                   |                      |
| 07                   | Chantal Andere       | «Es ella más que yo», Yuri               | 7                    | 8                    | 7                    | 7                    | 29                   |                      |
| 08                   | Ruth Vazquez         | «Adoro», Armando Manzanero               | 6                    | 7                    | 6                    | 8                    | 27                   |                      |
| 11                   | Kika Edgar           | «Se nos rompió el amor», Rocío Jurado    | 9                    | 9                    | 9                    | 9                    | 36                   |                      |
| 12                   | Raquel Bigorra       | «El hombre que yo amo», Myriam Hernández | 7                    | 8                    | 9                    | 8                    | 32                   |                      |
| 15                   | Mayrenne Carbajal    | «Sobreviviré», Celia Cruz                | 8                    | 8                    | 8                    | 9                    | 33                   |                      |
| 16                   | Sheyla               | «Y tú te vas», Chayanne                  | 10                   | 9                    | 10                   | 8                    | 37                   |                      |

- Mejor puntaje: Ernesto y Everardo (38)/Sheyla (37)
- Sentenciados:Rocío Banquells y Chantal Andere / Alan y Carlos García
- Salvados por el jurado invitado: Alan
- Eliminados: Maya y Ruth Vazquez / Gerardo Urquiza y Marco A. Gutiérrez
- Salvados por el público: Raquel Bigorra / Alan

### 3.ª Gala:  10 de junio

#### Hombres
| Canciones y puntajes | Canciones y puntajes | Canciones y puntajes            | Canciones y puntajes | Canciones y puntajes | Canciones y puntajes | Canciones y puntajes | Canciones y puntajes | Canciones y puntajes |
| Orden                | Participante         | Canción interpretada            | SS                   | YV                   | RM                   | AP                   | Total                |                      |
| -------------------- | -------------------- | ------------------------------- | -------------------- | -------------------- | -------------------- | -------------------- | -------------------- | -------------------- |
| 01                   | Carlos García        | «Jamás», Camilo Sesto           | Duelo de eliminación | Duelo de eliminación | Duelo de eliminación | Duelo de eliminación | Duelo de eliminación |                      |
| 02                   | Alan                 | «Perdóname», Camilo Sesto       | Duelo de eliminación | Duelo de eliminación | Duelo de eliminación | Duelo de eliminación | Duelo de eliminación |                      |
| 05                   | Cipriano Hernández   | «Cierro mis ojos», Raphael      | 8                    | 8                    | 9                    | 8                    | 33                   |                      |
| 06                   | Patricio Borghetti   | «En carne viva», Raphael        | 8                    | 8                    | 7                    | 8                    | 31                   |                      |
| 09                   | Francisco Castillo   | «Qué tal te va sin mi», Raphael | 8                    | 8                    | 10                   | 8                    | 34                   |                      |
| 10                   | Everardo Ramírez     | «Digan lo que digan», Raphael   | 9                    | 9                    | 9                    | 10                   | 37                   |                      |
| 13                   | Ernesto D'Alessio    | «Yo soy aquel», Raphael         | 9                    | 10                   | 9                    | 10                   | 38                   |                      |
| 14                   | Alan                 | «Cuando tú no estás», Raphael   | 7                    | 9                    | 5                    | 8                    | 29                   |                      |

#### Mujeres
| Canciones y puntajes | Canciones y puntajes | Canciones y puntajes                    | Canciones y puntajes | Canciones y puntajes | Canciones y puntajes | Canciones y puntajes | Canciones y puntajes | Canciones y puntajes |
| Orden                | Participante         | Canción interpretada                    | SS                   | YV                   | RM                   | AP                   | Total                |                      |
| -------------------- | -------------------- | --------------------------------------- | -------------------- | -------------------- | -------------------- | -------------------- | -------------------- | -------------------- |
| 03                   | Chanta Andere        | «Como una ola», Rocío Jurado            | Duelo de eliminación | Duelo de eliminación | Duelo de eliminación | Duelo de eliminación | Duelo de eliminación |                      |
| 04                   | Rocío Banquells      | «Como yo te amo», Raphael               | Duelo de eliminación | Duelo de eliminación | Duelo de eliminación | Duelo de eliminación | Duelo de eliminación |                      |
| 07                   | Sheyla               | «Si tú eres mi hombre», Ángela Carrasco | 8                    | 8                    | 8                    | 8                    | 32                   |                      |
| 08                   | Kika Edgar           | «Acaríciame», Lupita D'Alessio          | 9                    | 10                   | 10                   | 10                   | 39                   |                      |
| 11                   | Mayrenne Carbajal    | «Honrar la vida», Mercedes Sosa         | 9                    | 9                    | 9                    | 9                    | 36                   |                      |
| 12                   | Lorena Schlebach     | «Lo que son las cosas», Ednita Nazario  | 8                    | 8                    | 10                   | 7                    | 33                   |                      |
| 15                   | Rocío Banquells      | «Entrega total», Javier Solís           | 7                    | 8                    | 7                    | 8                    | 30                   |                      |
| 16                   | Raquel Bigorra       | «Un año de amor», Luz Casal             | 6                    | 7                    | 6                    | 6                    | 25                   |                      |

- Mejor puntaje: Kika Edgar (39) / Ernesto D'Alessio (38)
- Sentenciados: Rocío Banquells y Sheyla / Cipriano Hernández y Patricio Borghetti
- Salvados por el jurado invitado: Nadie
- Eliminados: Chantal Andere y Raquel Bigorra / Carlos García y Alan
- Salvados por el público: Alan y Rocío Banquells

### 4.ª Gala:  17 de junio

#### Hombres
| Canciones y puntajes | Canciones y puntajes | Canciones y puntajes                               | Canciones y puntajes | Canciones y puntajes | Canciones y puntajes | Canciones y puntajes | Canciones y puntajes | Canciones y puntajes |
| Orden                | Participante         | Canción interpretada                               | SS                   | YV                   | RM                   | AP                   | Total                |                      |
| -------------------- | -------------------- | -------------------------------------------------- | -------------------- | -------------------- | -------------------- | -------------------- | -------------------- | -------------------- |
| 01                   | Patricio Borghetti   | «El secreto callado», Diego Verdaguer              | 8                    | 9                    | 7                    | 9                    | 33                   |                      |
| 02                   | Cipriano Hernández   | «El pasadiscos», Diego Verdaguer                   | 6                    | 8                    | 7                    | 9                    | 30                   |                      |
| 05                   | Ernesto D'Alessio    | «Algo de mi», Camilo Sesto                         | 7                    | 9                    | 7                    | 8                    | 32                   |                      |
| 07                   | Everardo Ramírez     | «Bésame», Ricardo Montaner                         | 7                    | 7                    | 7                    | 7                    | 28                   |                      |
| 09                   | Francisco Castillo   | «Al final», Emmanuel                               | 8                    | 8                    | 8                    | 8                    | 32                   |                      |
| 11                   | Patricio Borghetti   | «Ya lo sé que tú te vas», Juan Gabriel             | 8                    | 9                    | 8                    | 8                    | 33                   |                      |
| 13                   | Ernesto D'Alessio    | «Mi vida», José José                               | 9                    | 10                   | 9                    | 9                    | 37                   |                      |
| 15                   | Francisco Castillo   | «Ese señor de las canas», Vicente Fernández        | 8                    | 9                    | 8                    | 9                    | 34                   |                      |
| 17                   | Everardo Ramírez     | «Cuando yo quería ser grande», Alejandro Fernández | 8                    | 9                    | 8                    | 9                    | 34                   |                      |

#### Mujeres
| Canciones y puntajes | Canciones y puntajes | Canciones y puntajes             | Canciones y puntajes | Canciones y puntajes | Canciones y puntajes | Canciones y puntajes | Canciones y puntajes | Canciones y puntajes |
| Orden                | Participante         | Canción interpretada             | SS                   | YV                   | RM                   | AP                   | Total                |                      |
| -------------------- | -------------------- | -------------------------------- | -------------------- | -------------------- | -------------------- | -------------------- | -------------------- | -------------------- |
| 03                   | Rocío Banquells      | «Mi buen corazón», Amanda Miguel | 8                    | 9                    | 8                    | 9                    | 34                   |                      |
| 04                   | Sheyla               | «Como un títere», Amanda Miguel  | 9                    | 10                   | 9                    | 10                   | 38                   |                      |
| 06                   | Lorena Schlebach     | «El aprendiz», Alejandro Sanz    | 8                    | 9                    | 8                    | 9                    | 34                   |                      |
| 08                   | Kika Edgar           | «La prohibida», Ednita Nazario   | 7                    | 8                    | 7                    | 8                    | 30                   |                      |
| 10                   | Mayrenne Carbajal    | «Como yo te amé», Luis Miguel    | 8                    | 8                    | 8                    | 8                    | 32                   |                      |
| 12                   | Sheyla               | «Triste final», Camilo Sesto     | 9                    | 10                   | 9                    | 10                   | 38                   |                      |
| 14                   | Lorena Schlebach     | «Jamás te dejaré», Rocío Dúrcal  | 7                    | 9                    | 9                    | 9                    | 34                   |                      |
| 16                   | Mayrenne Carbajal    | «Por amor», Marco Antonio Muñiz  | 8                    | 8                    | 8                    | 8                    | 32                   |                      |
| 18                   | Kika Edgar           | «Abrázame», Rocío Banquells      | 8                    | 8                    | 8                    | 9                    | 33                   |                      |

- Mejor puntaje: Sheyla (75) / Ernesto D'Alessio (69)
- Sentenciados: Patricio Borghetti y Francisco Castillo / Kika Edgar y Lorena Schlebach
- Salvados por el jurado invitado: Kika Edgar
- Eliminados: Cipriano Hernández y Everardo Ramírez / Rocío Banquells y Mayrenne Carbajal
- Salvados por el público: Patricio Borghetti y Sheyla

### Gala Final:  24 de junio

#### Hombres
| Canciones y puntajes | Canciones y puntajes | Canciones y puntajes                           | Canciones y puntajes | Canciones y puntajes | Canciones y puntajes | Canciones y puntajes | Canciones y puntajes | Canciones y puntajes |
| Orden                | Participante         | Canción interpretada                           | SS                   | YV                   | RM                   | AP                   | Total                |                      |
| -------------------- | -------------------- | ---------------------------------------------- | -------------------- | -------------------- | -------------------- | -------------------- | -------------------- | -------------------- |
| 01                   | Francisco Castillo   | «Cóncavo y convexo», Roberto Carlos            | Duelo de eliminación | Duelo de eliminación | Duelo de eliminación | Duelo de eliminación | Duelo de eliminación |                      |
| 02                   | Patricio Borghetti   | «Dígale usted», David Bisbal                   | Duelo de eliminación | Duelo de eliminación | Duelo de eliminación | Duelo de eliminación | Duelo de eliminación |                      |
| 05                   | Ernesto D'Alessio    | «La fuerza del corazón», Alejandro Sanz        | Tema no calificado   | Tema no calificado   | Tema no calificado   | Tema no calificado   | Tema no calificado   |                      |
| 07                   | Francisco Castillo   | «El Rey», Vicente Fernández                    | 8                    | 9                    | 8                    | 9                    | 34                   |                      |
| 08                   | Ernesto D'Alessio    | «Luna», Alessandro Safina                      | 10                   | 10                   | 10                   | 10                   | 40                   |                      |
| 11                   | Francisco Castillo   | «Por qué te tengo que olvidar», José Feliciano | 9                    | 9                    | 10                   | 9                    | 37                   |                      |
| 12                   | Ernesto D'Alessio    | «Ahora quién», Marc Anthony                    | 10                   | 9                    | 10                   | 10                   | 39                   |                      |

#### Mujeres
| Canciones y puntajes | Canciones y puntajes | Canciones y puntajes                     | Canciones y puntajes | Canciones y puntajes | Canciones y puntajes | Canciones y puntajes | Canciones y puntajes | Canciones y puntajes |
| Orden                | Participante         | Canción interpretada                     | SS                   | YV                   | RM                   | AP                   | Total                |                      |
| -------------------- | -------------------- | ---------------------------------------- | -------------------- | -------------------- | -------------------- | -------------------- | -------------------- | -------------------- |
| 03                   | Lorena Schlbach      | «Señor amor», Dulce                      | Duelo de eliminación | Duelo de eliminación | Duelo de eliminación | Duelo de eliminación | Duelo de eliminación |                      |
| 04                   | Kika Edgar           | «Me cuesta tanto olvidarte», Ana Torroja | Duelo de eliminación | Duelo de eliminación | Duelo de eliminación | Duelo de eliminación | Duelo de eliminación |                      |
| 06                   | Sheyla               | «Dudas», Amanda Miguel                   | Tema no calificado   | Tema no calificado   | Tema no calificado   | Tema no calificado   | Tema no calificado   |                      |
| 09                   | Kika Edgar           | «Por cobardía», Lila Deneken             | 9                    | 9                    | 10                   | 9                    | 37                   |                      |
| 10                   | Sheyla               | «Muñeca rota», Sheyla                    | 9                    | 10                   | 9                    | 10                   | 38                   |                      |
| 13                   | Kika Edgar           | «Derroche», Ana Belén                    | 10                   | 9                    | 9                    | 10                   | 38                   |                      |
| 14                   | Sheyla               | «Memories», Cats                         | 10                   | 10                   | 9                    | 10                   | 39                   |                      |

Resultado
- Tercer lugar: Patricio Borghetti / Lorena Schlebach
- Segundo lugar: Ernesto D'Alessio / Kika Edgar
- Los Reyes de la Canción: Francisco Castillo / Sheyla

## Invitados musicales (Jueces invitados)
Semana 1: Armando Manzanero
Semana 2:  José Luis Rodríguez 'El Puma'
Semana 3: Raphael
Semana 4 - Semifinal: Diego Verdaguer
Semana 5 - Final: Los maestros de los solistas que llegaron a la final, abrieron el programa con sus éxitos. José José, Aída Cuevas, Arianna, María del Sol, y Dulce cantaron con el alma. Julio Preciado no estuvo por problemas de salud.